# طواف بولندا 2015
طواف بولندا 2015 (بالإنجليزية: 2015 Tour de Pologne) هو سباق دراجات هوائية، وهو الموسم رقم 72 من نفس السباق، وأقيم خلال الفترة 2 أغسطس 2015، وحتى 8 أغسطس 2015، وامتدّ لمسافة 1076 كيلومتر، وهو أحد سباقات طواف العالم للدراجات 2015، وهو من نوع سباق المرحلة، وقد شارك في السباق 151 متسابقاً ووصل إلى نهايته 113 متسابقاً.
فاز فيه بالمركز الأول جون ازقيراي، وبالمركز الثاني دي كليرك بارت، وبالمركز الثالث بن هيرمانز، والفائز حسب ترتيب السرعة Kamil Gradek ‏، والفريق الفائز في ترتيب الفرق Lotto-Soudal 2015.

## الفرق
| فرق عالمية (17)- AG2R La Mondiale - Astana - BMC Racing - Cannondale-Garmin - Etixx-Quick Step - FDJ - Giant-Alpecin - IAM Cycling - Katusha - Lampre-Merida - Lotto NL-Jumbo - Lotto-Soudal - Movistar Team - Orica-GreenEDGE - Sky - Tinkoff-Saxo - Trek Factory Racing فريق قاري محترف- CCC Development Team ‏ فريق وطني- فريق بولندا لركوب الدراجات 2015 ‏ |  |
| |  |

## المراحل
| قائمة المراحل | قائمة المراحل | قائمة المراحل                          | قائمة المراحل      | قائمة المراحل | قائمة المراحل       | قائمة المراحل    |
| المرحلة       | التاريخ       | الدورة                                 |                    | المسافة (كم)  | الفائز بالمرحلة     | القائد العام     |
| ------------- | ------------- | -------------------------------------- | ------------------ | ------------- | ------------------- | ---------------- |
| 1             | 2 أغسطس       | وارسو – وارسو                          | مرحلة مستوية       | 122           | مارسيل كيتل         | مارسيل كيتل      |
| 2             | 3 أغسطس       | تشيستوخوفا – دابروفا غورنيزا           | مرحلة مستوية       | 146           | ماتيو بيلوتشي       | مارسيل كيتل      |
| 3             | 4 أغسطس       | Zawiercie ‏ – كاتوفيتسه                 | مرحلة مستوية       | 166           | ماتيو بيلوتشي       | مارسيل كيتل      |
| 4             | 5 أغسطس       | يافورجنو – نوفي سونتس                  | مرحلة جبلية متوسطة | 220           | ماسيج بودنار        | Kamil Zieliński ‏ |
| 5             | 6 أغسطس       | نوفي سونتس – زكوبن                     | مرحلة جبلية        | 223           | دي كليرك بارت       | دي كليرك بارت    |
| 6             | 7 أغسطس       | Terma Bukovina ‏ – Bukowina Tatrzańska ‏ | مرحلة جبلية        | 174           | سيرجيو هيناو        | سيرجيو هيناو     |
| 7             | 8 أغسطس       | كراكوف – كراكوف                        | فردي ضد الساعة     | 25            | Marcin Białobłocki ‏ | جون ازقيراي      |

## الفائزون
| الترتيب       | الفائز         |
| ------------- | -------------- |
| الفائز        | جون ازقيراي    |
| الثاني        | دي كليرك بارت  |
| الثالث        | بن هيرمانز     |
| حسب النقاط    | مارسيل كيتل    |
| تسلق الجبل    | ماسيج باتيرسكي |
| سباقات السرعة | Kamil Gradek ‏  |
| الفريق        | لوتو سودال     |

## وصلات خارجية
- الموقع الرسمي
- طواف بولندا 2015 على موقع إحصائيات الدراجات الإحترافية (الإنجليزية)